# World Music Radio
World Music Radio è il settimo album in studio del cantante statunitense Jon Batiste, pubblicato nel 2023.

## Tracce
1. Hello, Billy Bob – 1:37
2. Raindance (featuring Native Soul) – 3:10
3. Be Who You Are (featuring JID, NewJeans and Camilo) – 3:34
4. Worship – 4:13
5. My Heart (featuring Rita Payés) – 2:26
6. Drink Water (featuring Jon Bellion and Fireboy DML) – 2:49
7. Calling Your Name – 1:56
8. Clair de Lune (featuring Kenny G) – 1:17
9. Butterfly – 3:50
10. 17th Ward Prelude – 0:13
11. Uneasy (featuring Lil Wayne) – 5:21
12. Call Now (504-305-8269) (featuring Michael Batiste) – 3:19
13. Chassol (Chassol featuring Jon Batiste) – 1:09
14. Boom for Real – 2:47
15. Movement 18' (Heroes) – 4:35
16. Master Power – 3:33
17. Running Away (featuring Leigh-Anne) – 5:01
18. Goodbye, Billy Bob – 1:33
19. White Space – 2:48
20. Wherever You Are – 4:51
21. Life Lesson (featuring Lana Del Rey) – 4:49

## Classifiche
| Classifica (2023) | Posizione raggiunta |
| ----------------- | ------------------- |
| Stati Uniti       | 104                 |